# 544309 Reuss
544309 Reuss è un asteroide della fascia principale. Scoperto nel 2014, presenta un'orbita caratterizzata da un semiasse maggiore pari a 3,113727 UA e da un'eccentricità di 0,221673, inclinata di 12,011796° rispetto all'eclittica.